# 189
189（百八十九、ひゃくはちじゅうきゅう）は自然数、また整数において、188の次で190の前の数である。

## 性質
- 189は合成数であり、約数は 1, 3, 7, 9, 21, 27, 63 と 189 である。
  - 約数の和は320。
    - 約数関数から導き出される数列 {\displaystyle a_{n}=\sigma (a_{n-1})} はその初期値によって異なる数列になる。異なる数列になる19番目の初期値(最小の値)を表す数である。1つ前は170、次は197。(ただし1を除く)(オンライン整数列大辞典の数列 A257348)
- 1/189 = 0.005291… (下線部は循環節で長さは6)
  - 逆数が循環小数になる数で循環節が6になる32番目の数である。1つ前は182、次は195。
- 9番目の七角数である。1つ前は148、次は235。
- (5, 7, 11, 13) を除く1組の四つ子素数の積は必ず下3桁が189となる。
例．11 × 13 × 17 × 19 = 46189 、101 × 103 × 107 × 109 = 121330189
- 189 = 43 + 53
  - 2つの正の数の立方数の和で表せる14番目の数である。1つ前は152、次は217。(オンライン整数列大辞典の数列 A003325)
  - 異なる2つの正の数の立方数の和で表せる10番目の数である。1つ前は152、次は217。(オンライン整数列大辞典の数列 A024670)
  - n = 4 のときの n3 + (n + 1)3 の値とみたとき1つ前は91、次は341。(オンライン整数列大辞典の数列 A005898)
  - n = 3 のときの 4n + 5n の値とみたとき1つ前は41、次は881。(オンライン整数列大辞典の数列 A074611)
  - 189 = 63 + (−3)3 = 43 + 53
    - 2つの立方数の和2通りで表せる3番目の数である。1つ前は152、次は217。(オンライン整数列大辞典の数列 A051347)
- 1～15までの約数の和である。1つ前は165、次は220。
- 各位の和が18になる2番目の数である。1つ前は99、次は198。
- 各位の積が各位の和の4倍になる2番目の数である。1つ前は88、次は198。(オンライン整数列大辞典の数列 A062036)
- 各位の平方和が146になる最小の数である。次は198。(オンライン整数列大辞典の数列 A003132)
  - 各位の平方和が n になる最小の数である。1つ前の145は89、次の147は777。(オンライン整数列大辞典の数列 A055016)
- 189 = 7 × 33
  - n = 3 のときの 7n3 の値とみたとき1つ前は56、次は448。(オンライン整数列大辞典の数列 A244727)
  - n = 3 のときの 7 × 3n の値とみたとき1つ前は63、次は567。(オンライン整数列大辞典の数列 A005032)
  - p3 × q の形で表せる11番目の数である。1つ前は184、次は232。(オンライン整数列大辞典の数列 A065036)
- 189 = 22 + 42 + 132 = 22 + 82 + 112 = 32 + 62 + 122 = 52 + 82 + 102
  - 3つの平方数の和4通りで表せる7番目の数である。1つ前は171、次は198。(オンライン整数列大辞典の数列 A025324)
  - 異なる3つの平方数の和4通りで表せる2番目の数である。1つ前は161、次は194。(オンライン整数列大辞典の数列 A025342)
- n = 9 のときの 2n と n を並べてできる数である。1つ前は168、次は2010。(オンライン整数列大辞典の数列 A235497)
- 189 = 152 − 36
  - n = 15 のときの n2 − 36 の値とみたとき1つ前は160、次は220。(オンライン整数列大辞典の数列 A098847)
- 189 = 172 − 100
  - n = 17 のときの n2 − 100 の値とみたとき1つ前は156、次は224。(オンライン整数列大辞典の数列 A120071)

## その他 189 に関連すること
- 西暦189年
- 電話番号 - 日本の市内局番なしの189は、児童虐待・子育て向け児童相談所全国共通ダイヤル。
- 第189代ローマ教皇は、マルティヌス4世（在位：1281年2月22日 - 1285年3月28日）である。
- NEAT彗星（189P/NEAT）は、周期彗星。
- 年始から数えて189日目は7月8日、閏年は7月7日。
- 189系の鉄道車両
  - JR東日本189系電車
  - JR西日本キハ189系気動車
- セムズ（USS Semmes, DD-189/AG-24/CG-20）は、アメリカ海軍の駆逐艦。
- ブロンシュタイン（USS Bronstein, DE-189）は、アメリカ海軍の護衛駆逐艦。
- ソーリー（USS Saury, SS-189）は、アメリカ海軍の潜水艦。
- フォッケウルフ Fw 189は、第二次世界大戦中のドイツ空軍の偵察機。
- 189 (2021年の映画)